# Semiothisa exsecutaria
Semiothisa exsecutaria là một loài bướm đêm trong họ Geometridae.